# Port lotniczy Songo
Port lotniczy Songo (ICAO: FQSG) – port lotniczy położony w Songo, w Mozambiku.